# Bjälbo distrikt
Bjälbo distrikt är ett distrikt i Mjölby kommun och Östergötlands län. 
Distriktet ligger väster om Skänninge. 

## Tidigare administrativ tillhörighet
Distriktet inrättades 2016 och utgörs av en del av området som Skänninge stad omfattade till 1971, delen som före 1952 utgjorde Bjälbo socken.
Området motsvarar den omfattning Bjälbo församling hade vid årsskiftet 1999/2000.